# Fredrik Bajer
Fredrik Bajer (n. 21 aprilie 1837, Vester Egede⁠(d), Danemarca – d. 22 ianuarie 1922, Copenhaga, Danemarca) a fost un scriitor, profesor și politician pacifist danez, care a primit, împreună cu Klas Pontus Arnoldson⁠(d), Premiul Nobel pentru Pace în 1908.

## Biografie
Era fiul unui cleric născut în Næstved în 1837. Bajer a servit ca ofițer în armata daneză, luptând în Războiul din 1864 împotriva Prusiei și Austriei, unde a fost avansat la gradul de prim-locotenent. A fost demobilizat în 1865 și s-a mutat la Copenhaga, unde a devenit profesor, traducător și scriitor.
A intrat în Parlamentul Danez⁠(d) în 1872 ca membru al Folketinget⁠(d) (o cameră inferioară a Parlamentului, în prezent unica cameră) și a deținut poziția pentru următorii 23 de ani. În calitate de membru al parlamentului, a lucrat pentru a utiliza arbitrajul internațional în rezolvarea conflictelor dintre națiuni, iar datorită eforturilor lui Bajer relațiile externe au devenit parte din atribuțiile Parlamentului danez și Danemarca a ajuns să participe de la început la Uniunea Interparlamentară și să câștige o poziție distinsă printre membrii săi. 
El a susținut prima organizație pentru votul femeilor și multe organizații de pace, inclusiv Biroul Internațional pentru Pace, atât în Danemarca, cât și în întreaga Europă, și a ajutat la adoptarea unui proiect de lege pentru a ajunge la acorduri de arbitraj cu Suedia și Norvegia.